# اقتصاد انتقالي

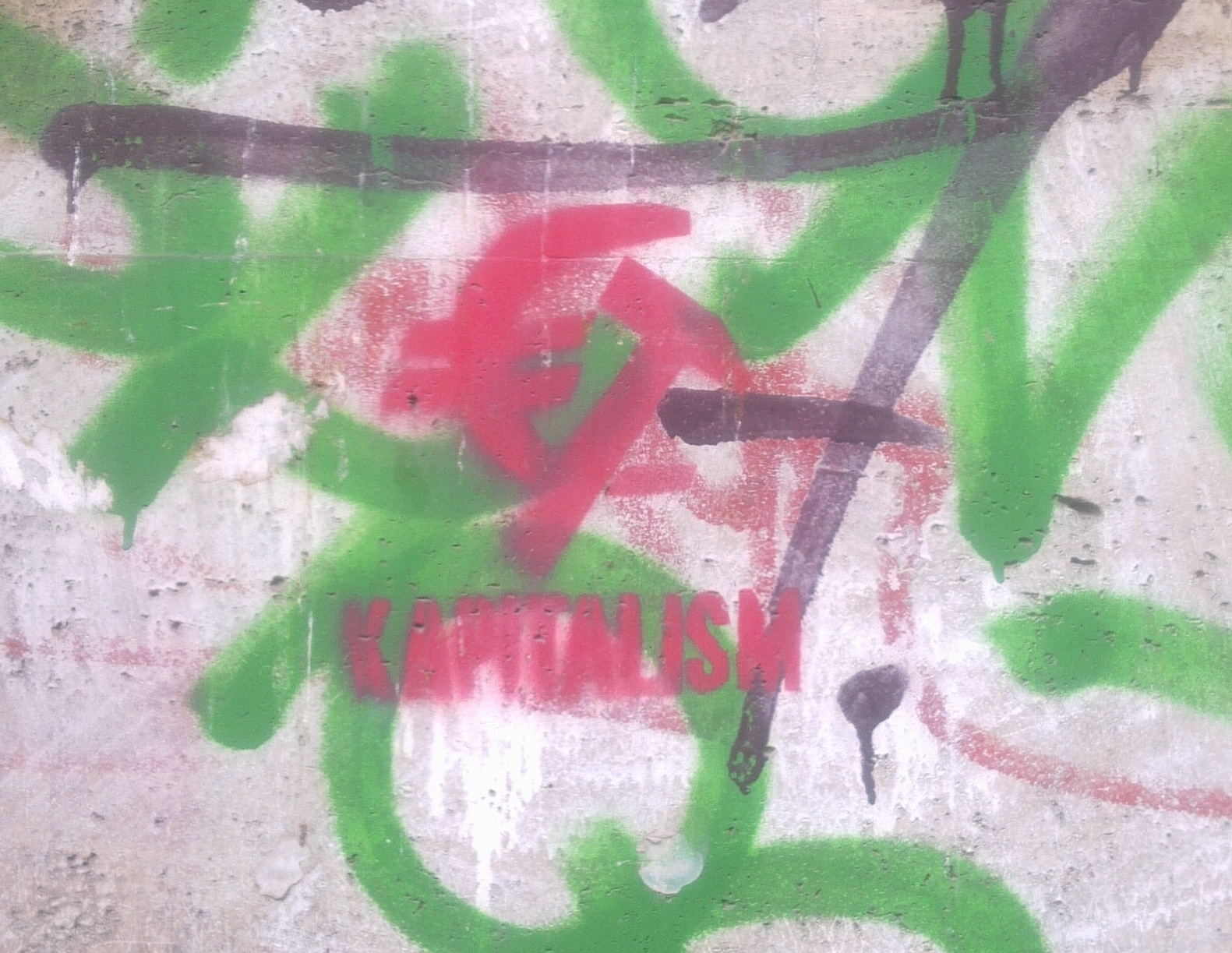

الاقتصاد الانتقالي أو الاقتصاد التحولي هو اقتصاد يتحول من الاقتصاد المخطط مركزيًا إلى اقتصاد السوق. تخضع الاقتصاديات التي تمر بمرحلة انتقالية لمجموعة من التحولات الهيكلية التي تهدف إلى تطوير المؤسسات قائمة على السوق. من بين هذه العوامل التحرير الاقتصادي، إذ تُحدد الأسعار بواسطة قوى السوق بدلًا من منظمة تخطيط مركزي. بالإضافة إلى إزالة هذه العوائق التجارية، هناك دافع لخصخصة المؤسسات والموارد المملوكة للدولة، وإعادة هيكلة المؤسسات الحكومية والمؤسسات التي تدار بشكل جماعي بشكل مؤسسات تجارية، وإنشاء قطاع مالي لتسهيل استقرار الاقتصاد الكلي وحركة رأس المال الخاص. طُبق هذا الإجراء في الصين والاتحاد السوفيتي السابق ودول الكتلة الشرقية في أوروبا وبعض دول العالم الثالث وجرى القيام بعمل مفصل حول آثارها الاقتصادية والاجتماعية.
تتسم عملية الانتقال عادة بتغيير المؤسسات وإنشائها، خاصةً مؤسسات القطاع الخاص؛ التغيرات التي طرأت على دور الدولة، وبالتالي، إنشاء مؤسسات حكومية مختلفة اختلافًا جوهريًا وتعزيز مؤسسات القطاع الخاص والأسواق والمؤسسات المالية المستقلة. وفي جوهر الأمر، يتلخص أحد أساليب الانتقال في إعادة الهيكلة الوظيفية لمؤسسات الدولة من كونها مصدرًا للنمو إلى داعم له، مع القطاع الخاص محركا لذلك. هناك أسلوب آخر للانتقال وهو أسلوب تغيير الطريقة التي ينمو بها الاقتصاد وممارسة ذلك. العلاقات بين أسلوبي الانتقال هذين هي الكلي والجزئي بمعناها العام والاقتصادي. ينبغي أن تشمل اقتصاديات الانتقال الحقيقية كلًا من التحول الجزئي والتحول الكلي. نظرًا للظروف الأولية المختلفة خلال العملية الصادرة من التحول من الاقتصاد المخطط إلى اقتصاد السوق، تستخدم البلدان نموذجًا مختلفًا للانتقال. تبنّت بلدان مثل جمهورية الصين الشعبية وفيتنام أسلوب تحول/انتقال تدريجي، ولكن روسيا وبعض بلدان شرق أوروبا، مثل جمهورية يوغوسلافيا الاشتراكية السابقة، استخدمت نموذجًا أكثر قوة وسرعة في التحول.
غالبًا ما يستخدم مصطلح «الفترة الانتقالية» لوصف عملية الانتقال من الرأسمالية إلى الاشتراكية، قبل إنشاء اشتراكية متطورة بالكامل.

## مؤشرات الانتقال
قد يكون وجود حقوق الملكية الخاصة هو العنصر الأساسي لاقتصاد السوق، وبالتالي فإن تطبيق هذه الحقوق هو المؤشر الرئيسي لعملية الانتقال.
المكونات الرئيسية لعملية الانتقال هي:
- التحرر/إلغاء القيود: عملية السماح بتحديد أغلب الأسعار في الأسواق الحرة وخفض العوائق التجارية التي أوقفت الاتصال مع هيكلية الأسعار في اقتصاديات السوق العالمية.
- استقرار الاقتصاد الكلي: السيطرة على التضخم وتخفيضه بمرور الوقت، بعد الانفجار الأولي للتضخم المرتفع الذي يأتي بعد التحرير وإطلاق الطلب المكبوت. تفرض هذه العملية الانضباط على ميزانية الدولة/الموازنة الحكومية ونمو الأموال والائتمان (أي الانضباط في السياسة المالية والنقدية) والتقدم نحو ميزان مدفوعات مستدام.[4]
- إعادة الهيكلة والخصخصة: إنشاء قطاع مالي قابل للاستمرار وإصلاح المؤسسات في هذه الاقتصاديات لجعلها قادرة على إنتاج السلع التي يمكن بيعها في الأسواق الحرة وتحويل ملكيتها إلى أيدي القطاع الخاص.
- الإصلاحات القانونية والمؤسسية: إعادة تعريف دور الدولة في هذه الاقتصاديات، وترسيخ سيادة القانون، وتقديم سياسات منافسة ملائمة.[5]

وفقًا لأوليه هافريليجين وتوماس وولف من صندوق النقد الدولي، فإن التحول بالمعنى الواسع يعني:
- تحرير النشاط الاقتصادي، والأسعار، وعمليات السوق، إلى جانب إعادة تخصيص الموارد لاستخداماتها الأكثر كفاءة؛
- تطوير أدوات غير مباشرة موجهة نحو السوق لتحقيق استقرار الاقتصاد الكلي؛
- تحقيق الإدارة الفعالة للمؤسسات والكفاءة الاقتصادية، عادةً من خلال الخصخصة؛
- فرض قيود صارمة على الميزانية، والتي توفر حوافز لتحسين الكفاءة؛
- وإنشاء إطار عمل مؤسسي وقانوني لضمان حقوق الملكية، سيادة القانون، وأنظمة شفافة لدخول السوق.[6]

يقترح إدغار فيج، الذي يدرك المفاضلة بين الكفاءة والإنصاف، أنه يمكن تخفيض التكاليف الاجتماعية والسياسية لتعديلات الانتقال من خلال تبني أساليب الخصخصة التي تتسم بالمساواة في طبيعتها، وبالتالي توفير شبكة أمان اجتماعي لتخفيف الآثار المدمرة الخاصة بعملية الانتقال.
طوّر البنك الأوروبي لإعادة البناء والتنمية (EBRD) مجموعة من المؤشرات لقياس التقدم المحرز في المرحلة الانتقالية. أُنشئ نظام التصنيف أصولًا في تقرير المرحلة الانتقالية لعام 1994 الصادر عن البنك الأوروبي لإعادة البناء والتنمية، ولكنه نُقِّح وعُدِّل في تقارير لاحقة. مؤشرات الانتقال الشاملة للبنك الأوروبي لإعادة البناء والتنمية هي:
- الخصخصة واسعة النطاق/الشاملة
- الخصخصة على نطاق صغير
- الحوكمة وإعادة هيكلة المؤسسات
- تحرير الأسعار
- نظام التجارة والنقد الأجنبي
- سياسة المنافسة
- الإصلاح المصرفي وتحرير سعر الفائدة
- أسواق الأوراق المالية والمؤسسات المالية غير المصرفية
- إصلاح البنية التحتية[8]

## الإطار/السياق
أدت الأزمة الاقتصادية التي تؤثر على بلدان مجلس التعاون الاقتصادي –انخفاض معدلات النمو وتناقص العوائد على الاستثمار– إلى قيام العديد من خبراء الاقتصاد المحليين والغربيين بالدعوة إلى إيجاد حلول معتمدة على السوق وبرنامج متسلسل للإصلاح الاقتصادي. وكان معتمدًا أنه ينبغي الجمع بين الإصلاح الاقتصادي الجزئي وتحقيق الاستقرار في الاقتصاد الكلي بعناية. يمكن أن يؤدي تحرير الأسعار دون اتخاذ إجراءات إصلاحية مسبقة للقضاء على الخلل في توازن الاقتصاد الكلي، بما في ذلك العجز المالي المتصاعد، والمعروض النقدي المتزايد بسبب ارتفاع مستوى الاقتراض من قبل الشركات المملوكة للدولة، والمدخرات المتراكمة لدى الأسر «الفائض النقدي» إلى زعزعة استقرار الاقتصاد الكلي بدلًا من كفاءة الاقتصاد الجزئي. ما لم يتمتع أصحاب المشاريع بحقوق ملكية آمنة، وما لم يتملّك المزارعون مزارعهم، فإن عملية «التدمير الإبداعي» التي قام بها شومبيتيريان ستحد من إعادة تخصيص/توزيع الموارد وستمنع المؤسسات المربحة من التوسع لاستيعاب العمال النازحين بعد تصفية المؤسسات غير القابلة للاستمرار. إن تشديد قيود الموازنة في الشركات المملوكة للدولة من شأنه أن يوقف استنزاف ميزانية الدولة من الدعم ولكنه يتطلب إنفاق إضافي لمواجهة البطالة الناتجة عن ذلك وانخفاض إجمالي إنفاق الأسر. يُقصد بالفائض النقدي أن تحرير الأسعار قد يحول «التضخم المكبوت/محكوم» إلى تضخم عام/جامح/مفتوح، ويزيد من مستوى الأسعار ويولّد دوامة الأسعار. يتطلب التحول إلى اقتصاد السوق تدخل الدولة إلى جانب تحرير السوق، والخصخصة، وإلغاء القيود التنظيمية. قد تكون هناك حاجة إلى ترشيد السلع الاستهلاكية الأساسية، والحصص التجارية والتعريفات الجمركية، وسياسة نقدية نشطة لضمان توافر السيولة الكافية للحفاظ على التجارة. وبالإضافة إلى الحماية الجمركية، اعتُبرت التدابير اللازمة لمراقبة هروب رؤوس الأموال ضرورية في بعض الحالات.

## البلدان التي تمر بمرحلة انتقالية
على الرغم من أن مصطلح «الاقتصاديات الانتقالية» يشمل عادة دول أوروبا الوسطى والشرقية والاتحاد السوفيتي السابق، فإن هذا المصطلح قد يكون له سياق أوسع. خارج أوروبا، هناك دول تحولت من اقتصاد تحكم من النوع الاشتراكي إلى اقتصاد قائم على السوق (مثل الصين). وعلى الرغم من هذه الحركات، اختارت بعض الدول أن تبقى دولًا غير حرة فيما يتعلق بالحريات السياسية وحقوق الإنسان.
وقد يكون منشأ هذه البلدان أيضا في حالة ما بعد الاستعمار، وفي ظل اقتصاد على غرار الاقتصاد الآسيوي المنظم بشدة، أو في أميركا اللاتينية في مرحلة ما بعد الدكتاتورية، أو حتى في دولة متخلفة اقتصاديا في أفريقيا.
بمعنى أوسع، يشير تعريف الاقتصاد الانتقالي إلى جميع الدول التي تحاول تغيير عناصرها الدستورية الأساسية نحو أساسيات حسب نمط السوق. يمكن أن يكون أصلهم أيضًا في وضع ما بعد الاستعمار، أو في نمط اقتصاد خاضع للتنظيم الشديد مثل الاقتصاد الآسيوي، أو في مرحلة ما بعد الدكتاتورية في أمريكا اللاتينية، أو حتى بطريقة ما في بلد متخلف اقتصاديًا في إفريقيا.
وفي عام 2000، أدرج صندوق النقد الدولي البلدان التالية التي تمر اقتصاداتها بمرحلة انتقالية:
| أوروبا صندوق النقد الدولي (2000)، البنك الدولي (2002، 2009)                                                            | |
| قيد الانتقال | الانتقال مكتمل (2019)                                                                                   |
| ألبانيا أرمينيا بيلاروس البوسنة والهرسك 1 جورجيا كوسوفو 1 مقدونيا مولدوفا الجبل الأسود (مونتينيغرو) 1 صربيا 1 أوكرانيا | بلغاريا كرواتيا جمهورية التشيك استونيا هنغاريا لاتفيا ليتوانيا بولندا رومانيا جمهورية سلوفاكيا سلوفينيا |

1 بمساعدة البنك الدولي
| الدول الأخرى صندوق النقد الدولي (2000)                        |
| قيد الانتقال                                                  |
| روسيا                                                         |
| آسيا الوسطى والجنوبية                                         |
| - كازاخستان - قيرغيزستان - طاجكستان - تركمانستان - أوزباكستان |
| - كامبوديا - الصين - لاووس - فيتنام                           |
| أفريقيا                                                       |
| بوستوانا                                                      |

بالإضافة إلى ذلك، في عام 2002، حدد البنك الدولي البوسنة والهرسك، وجمهورية يوغوسلافيا الاتحادية (صربيا والجبل الأسود فيما بعد) كاقتصادات تمر بمرحلة انتقالية. في عام 2009، أدرج البنك الدولي كوسوفو في قائمة الاقتصادات التي تمر بمرحلة انتقالية. تشمل أيضًا بعض دراسات البنك الدولي منغوليا. وفقًا لصندوق النقد الدولي، فإن إيران في طور الانتقال إلى اقتصاد السوق، مما يدل على المراحل المبكرة من الاقتصاد الانتقالي.
أكملت الدول الثمانية في الموجة الأولى للانضمام، التي انضمت إلى الاتحاد الأوروبي في 1 مايو 2004 (جمهورية التشيك وإستونيا وهنغاريا ولاتفيا وليتوانيا وبولندا وسلوفاكيا وسلوفينيا) ودولتا الموجة الثانية للانضمام اللتان انضمتا في 1 يناير 2007 (رومانيا وبلغاريا)، عملية الانتقال الاقتصادي. وفقًا للبنك الدولي، فإن «الانتقال قد انتهى» بالنسبة للدول العشر التي انضمت إلى الاتحاد الأوروبي في عامي 2004 و2007، ويمكن فهمها أيضًا على أنها جميع دول الكتلة الشرقية.

## فرع الاقتصاد
علم الاقتصاد الانتقالي هو فرع خاص من فروع الاقتصاد يتعامل مع تحوّل الاقتصاد المخطط إلى اقتصاد السوق. أصبح مهمًا بشكل خاص بعد انهيار الشيوعية في أوروبا الوسطى والشرقية. يبحث الاقتصاد الانتقالي في كيفية إصلاح الاقتصاد لنفسه من أجل دعم الرأسمالية والديمقراطية. هناك عادةً طرفان: أحدهما يدعو إلى التحول السريع والآخر يدعو إلى الأسلوب التدريجي. كتاب جيرارد رولاند الانتقال والاقتصاد. تقدم السياسة والأسواق والشركات (MIT Press 2000) لمحة عامة جيدة عن هذا المجال. تُقدّم نظرة عامة أكثر حداثة في الاقتصاديات التي تمر بمرحلة انتقالية: الاقتصاد السياسي في روسيا وأوروبا الشرقية وآسيا الوسطى بقلم مارتن ميانت وجان دراوكوبيل.